# Kungliga institutet för albanska studier
Kungliga institutet för albanska studier (på albanska Instituti Mbretnuer i Studimeve Shqiptare) var ett institut för vetenskap och kultur, föregångaren till Albaniens vetenskapsakademi.
Grundades och var aktiv under tiden för Kungariket Albanien (1939–1943) och hade fyra avdelningar: 1) moral och historia, 2) fysisk matematik och naturvetenskap, 3) språk och litteratur, samt 4) konst.
Överhuvud för institutet var Ernest Koliqi medan generalsekreterare var Giuseppe Valentini. Bland institutets bemärkta medlemmar var Eqerem Çabej, Aleksandër Xhuvani, Anton Harapi, Karl Gurakuqi, Lasgush Poradeci, Namik Resuli, Lazër Shantoja, Filip Fishta, Justin Rrota, Ilo Qafëzezi, Anton Paluca, Xhevat Korça, Kolë Kamsi, Ekrem Vlora, Sotir Kolea, Vangjel Koca och Dhimitër Beratti.

### Fotnoter
1. 1 2  Agency for Research, Technology and Innovation of Albania (2013). ”Instituti i Studimeve Shqiptare”. for Research, Technology and Innovation of Albania. Arkiverad från originalet den 5 april 2017. https://web.archive.org/web/20170405103108/http://www.akti.gov.al/kerkimishkencor/issh.html. Läst 6 mars 2018.